# Beskyttede naturområder i Rumænien
Dette er en liste over Beskyttede naturområder i Rumænien
Omkring 5,18% af Rumæniens område har en status som beskyttet natur (12.360 km²), inklusive Donaudeltaet, som udgør halvdelen af disse områder (2,43 % af Rumæniens areal).

## Nationalparker
Der er 14 nationalparker på i alt 3.223 km² i Rumænien:
     Nationalpark opført på UNESCOs verdensarvsliste
     Nationalpark der er på UNESCO's Man and the Biosphere Program
| Navn                     | Beliggenhed (distrikt)                    | Areal (hektar)              | Oprettet år | Godkendt år | Billede | Website                   |
| ------------------------ | ----------------------------------------- | --------------------------- | ----------- | ----------- | ------- | ------------------------- |
| Buila-Vânturarița        | Vâlcea                                    | 4.186                       | 2005        | 2005        |         | buila.ro                  |
| Călimani                 | Mureș, Suceava, Harghita, Bistrița-Năsăud | 24.041                      | 1975        | 2000        |         | calimani.ro               |
| Ceahlău                  | Neamț                                     | 8.396                       | 1995        | 2000        |         | ceahlaupark.ro            |
| Cheile Bicazului-Hășmaș  | Harghita, Neamț                           | 6.575                       | 1990        | 2000        |         | cheilebicazului-hasmas.ro |
| Cheile Nerei-Beușnița    | Caraș-Severin                             | 36.758                      | 1990        | 2000        |         | cheilenereibeusnita.ro    |
| Cozia                    | Vâlcea                                    | 17.100                      | 1966        | 2000        |         | cozia.ro                  |
| Donau-deltaet            | Tulcea                                    | 446.100 (på rumænsk område) | 1991        | 2000        |         | ddbra.ro                  |
| Domogled-Valea Cernei    | Caraș-Severin, Mehedinți, Gorj            | 61.211                      | 1982        | 2000        |         | domogled-cerna.ro         |
| Jiu-dalen                | Gorj, Hunedoara                           | 11.127                      | 2005        | 2005        |         | defileuljiului.ro         |
| Măcin-bjergene           | Tulcea                                    | 11.151,82                   | 2000        | 2000        |         | parcmacin.ro              |
| Rodnabjergene            | Bistrița-Năsăud, Maramureș                | 47.177                      | 1990        | 2000        |         | parcrodna.ro              |
| Piatra Craiului          | Argeș, Brașov                             | 14.773                      | 1938        | 2000        |         | pcrai.ro                  |
| Retezat                  | Hunedoara                                 | 38.047                      | 1935        | 2000        |         | retezat.ro                |
| Semenic-Cheile Carașului | Caraș-Severin                             | 36.664                      | 1982        | 2000        |         | pnscc.ro                  |

### Forslag om jagt
Det Rumæniens parlament drøftede i september 2008 et lovforslag, der har til formål at åbne 13 nationalparker for bæredygtig jagt med henblik på at forvalte den vilde biodiversitet i disse områder og fremme større turisme og de dertil hørende indtægter, der er nødvendige for at støtte og vedligeholde parkerne. Men efter flere protester fra miljøorganisationer blev loven afvist af præsident Traian Băsescu. I dag er jagt forbudt i Rumæniens nationalparker.

## Naturparker
Der er 17 naturparker med et samlet areal på 5.492,33 km² i Rumænien:
     Prizewinning natural park during the EDEN Awards Gala (8 October 2009)
     Naturpark medlem af  European Network og medlem af Global Geoparks Network under  UNESCO
     Biosfærereservat
| Navn                            | Beliggenhed (distrikt)     | Areal (hektar) | Oprettet år | Godkendt år | Billede | Website                |
| ------------------------------- | -------------------------- | -------------- | ----------- | ----------- | ------- | ---------------------- |
| Apuseni                         | Alba, Bihor, Cluj          | 75.784         | 1990        | 2000        |         |                        |
| Brăila Small Puddle             | Brăila                     | 17.529         | 1978        | 2000        |         | bmb.ro                 |
| Bucegi                          | Brașov, Dâmbovița, Prahova | 32.663         | 1974        | 2000        |         | bucegipark.ro          |
| Cefa                            | Bihor                      | 5.002          | 2010        | 2010        |         |                        |
| Cindrel                         | Sibiu                      | 9.873          | 2000        | 2000        |         |                        |
| Comana                          | Giurgiu                    | 24.963         | 2005        | 2005        |         | comanaparc.ro          |
| Dumbrava Sibiului               | Sibiu                      | 993            | 1963        | 2000        |         |                        |
| Grădiștea Muncelului-Cioclovina | Hunedoara                  | 38.184         | 1979        | 2000        |         | gradiste.ro            |
| Hațeg Country Dinosaur Geopark  | Hunedoara                  | 1.023,92       | 2005        | 2005        |         | hateggeoparc.ro        |
| Iron Gates                      | Caraș-Severin, Mehedinți   | 115.665,8      | 1990        | 2000        |         | pnportiledefier.ro     |
| Lower Prut Floodplain           | Galați                     | 8.247          | 2005        | 2005        |         |                        |
| Maramureș Mountains             | Maramureș                  | 148.850        | 2004        | 2004        |         | muntiimaramuresului.ro |
| Mehedinți Plateau Geopark       | Gorj, Mehedinți            | 106.5          | 2005        | 2005        |         |                        |
| Mureș oversvømmelsesområde      | Arad                       | 171.66         | 2005        | 2005        |         | luncamuresului.ro      |
| Putna-Vrancea                   | Vrancea                    | 30.204         | 2004        | 2004        |         | putnavrancea.ro        |
| Upper Mureș Defile              | Mureș                      | 9.156          | 2007        | 2007        |         |                        |
| Vânători-Neamț                  | Neamț                      | 30.818         | 1999        | 2000        |         | vanatoripark.ro        |

## Naturreservater
Naturreservater er naturområder, der er beskyttet ved lov med henblik på at beskytte og bevare vigtige levesteder og naturtyper. Naturreservaternes størrelse varierer og afhænger af det areal, som de beskyttede naturelementer har brug for. Ud over videnskabelige aktiviteter tilskynder naturreservaternes administrationer til traditionelle aktiviteter og økoturisme, som ikke påvirker det naturlige landskab. Her er det ikke tilladt at udnytte naturressourcerne.
I Rumænien findes 617 naturreservater med et samlet areal på 2.043,55 km².

## Videnskabelige reservater
Videnskabelige reservater er også beskyttede områder, der ligesom de foregående har til formål at beskytte og bevare naturlige levesteder. Forskellen er, at videnskabelige reservater ikke kan besøges af turister. Disse områder indeholder typisk sjældne plante- og dyrearter eller særlige naturelementer, hvorfor det er forbudt at foretage menneskelige aktiviteter her, bortset fra forskning og uddannelse. Adgang uden tilladelse til videnskabelige reservater kan straffes med betydelige bøder.
Der findes 55 sådanne reservater med et samlet areal på 1.112,77 km².

## Naturmonumenter
Der er 234 naturmonumenter med et samlet areal på 77,05 km².